# راتشت أند كلانك: تولز أوف ديستركشن
راتشنت أند كلانك: تولز أوف ديستركشن (بالإنجليزية: Ratchet & Clank Future: Tools of Destruction)‏ ، هي لعبة فيديو إلكترونية نشرها شركة سوني كمبيوتر إنترتنمنت سنة 2007م ، وتعمل لنظام التشغيل الحصري لجهاز بلاي ستيشن 3.